# Куркумбал (Советский район)
Куркумбал (мар. Курыкӱмбал) — деревня в Советском районе Республики Марий Эл. Входит в состав Верх-Ушнурского сельского поселения.

## Географическое положение
Находится в центральной части республики Марий Эл на расстоянии приблизительно 11 км по прямой на восток от районного центра посёлка Советский.

## История
В 1891 году в деревне было учтено 32 двора, в 1909 году отмечено 68 жителей, в 1939 году население составляло 215 человек. В советское время работал колхоз «У илыш».

## Население
Население составляло 79 человек (мари 100 %) в 2002 году, 84 в 2010.